# 월드 사이버 게임즈 2012
월드 사이버 게임즈 2012(World Cyber Games 2012)은 2012년 11월 29일부터 12월 2일까지 중화인민공화국 쿤산시에서 개최된 e스포츠 대회이다. 2009년 이후 3년 만에 중국에서 개최하는 대회이기도 하다. 11년 동안 정식 종목이었던 카운터-스트라이크 시리즈 대신 카운터-스트라이크 온라인을 프로모션 종목으로 채택하였고, DOTA 2도 정식 종목으로 채택한 대회이다.
프로모션 게임 부분에서 카운터-스트라이크 온라인, 도타 올 스타즈 , QQ Speed , 월드 오브 탱크가 추가되었다.
이번 WCG 2012에서는 WCG 2001 개최 이후로 가장 적은 참가국 (34개국)과 참가 선수 (373명)가 출전하였다.
또한, WCG 2012에서는 커다란 이변이 있었다.
- 스타크래프트 II : 자유의 날개 부분에서 LG-IM 소속의 최용화 선수가 예선전에서 벨라루스 대표 FXO.LoWeLy 선수와 재경기 끝에 탈락하였다.

- 워크래프트 III : 프로즌 쓰론 부분에서 전 대회 우승자 박준 선수와 김성식 선수가 예선전에서 탈락하였다.

월드 사이버 게임즈 2012은 대한민국이 금메달 1개만을 획득해, 2001년 WCG 개최 이후 역대 최저 메달 개수를 기록하였다.

## 정식 종목

### PC 게임
- FIFA 12
- 스타크래프트 II: 자유의 날개
- 워크래프트 III: 프로즌 쓰론
- 크로스파이어
- 도타 2

### 프로모션 게임
- 카운터-스트라이크 온라인
- 월드 오브 탱크

## 결과
| 종목 및 메달                 | Gold             | Silver              | Bronze          | 4위            |
| FIFA 12                      | Acer \| deto     | Bartas              | Patan           | Yozhyk         |
| 스타크래프트 ll: 자유의 날개 | StarTale_Parting | Adelscott           | iG.MacSed       | FXO.LoWeLy     |
| 워크래프트 lll: 프로즌 쓰론  | TED              | Steelseries.Fly100% | WE.GIGABYTE.Sky | FnaticRC.Moon  |
| 크로스파이어                 | iG               | Freedom             | MSI-EvoGT.tnc   | Virtus.pro     |
| 도타 2                       | iG               | DK                  | DevilMice       | Orange Esports |
| 카운터 스트라이크 온라인     | TYLOO            | ZINCTHAI            | UMX-Gaming      | Team LZ        |
| 도타 올 스타즈               | TongFu           | LGD                 | Avengers        | Almighty       |
| QQ Speed                     | Xiong Ba Ge      | zixi                |                 |                |
| QQ Speed (Team)              | MUMA             | Border Our home     |                 |                |
| 월드 오브 탱크               | The RED: Rush    | WaveKnight          | Fulcrum Gaming  | Anubis Empire  |

## 순위
| 나라명         | 금메달 | 은메달 | 동메달 |
| -------------- | ------ | ------ | ------ |
| 중화인민공화국 | 3      | 2      | 2      |
| 대한민국       | 1      |        |        |
| 독일           | 1      |        |        |
| 프랑스         |        | 1      |        |
| 폴란드         |        | 1      |        |
| 베트남         |        | 1      |        |
| 아르헨티나     |        |        | 1      |
| 벨라루스       |        |        | 1      |
| 필리핀         |        |        | 1      |